# Серман, Финн
Финн Се́рман (англ. Finn Surman; 23 сентября 2003, Крайстчерч, Новая Зеландия) — новозеландский футболист, центральный защитник клуба «Веллингтон Феникс» и сборной Новой Зеландии.

## Карьера

### Клубная карьера
Серман начал свою молодёжную карьеру в клубе «Селуин Юнайтед», прежде чем перейти в академию клуба «Веллингтон Феникс» в 2019 году. В ноябре 2021 года он присоединился к старшему составу «Феникса», чтобы усилить клуб во время Кубка Австралии. 7 декабря дебютировал за «Феникс» в матче кубка против «Уэстерн Юнайтед». В Эй-лиге дебютировал 1 января 2022 года в матче против «Аделаиды Юнайтед», заменив в перерыве между таймами Алекса Руфера. 15 февраля Серман подписал с «Веллингтон Феникс» повышенный стипендиальный контракт на оставшуюся часть сезона 2021/22 и дальнейший трёхлетний контракт. К апрелю он стал регулярно выходить в стартовом составе «Феникса». 12 апреля 2024 года в матче против «Мельбурн Виктори» забил свой первый гол в профессиональной карьере.

### Международная карьера
В составе сборной Новой Зеландии до 19 лет Серман стал победителем чемпионата ОФК до 19 лет 2022.
В составе сборной Новой Зеландии до 20 лет Серман принял участие в молодёжном чемпионате мира 2023.
5 июня 2023 года Серман впервые был вызван в старшую сборную Новой Зеландии на товарищеские матчи со сборными Швеции и Катара, но в обоих матчах остался в запасе. Дебютировал за «Олл Уайтс» 17 ноября в товарищеском матче со сборной Греции, выйдя на поле на 83-й минуте. В составе сборной стал обладателем Кубка наций ОФК 2024.
Серман был включён в состав олимпийской сборной Новой Зеландии на Олимпийские игры 2024.

## Достижения
Командные
 сборная Новой Зеландии
- Обладатель Кубка наций ОФК: 2024